# Bonnée
Bonnée ist eine französische Gemeinde mit 698 Einwohnern (Stand: 1. Januar 2022) im Département Loiret in der Region Centre-Val de Loire. Die Gemeinde gehört zum Arrondissement Orléans und ist Teil des Kantons Sully-sur-Loire. Die Einwohner werden Bonnéens genannt.

## Geographie
Bonnée liegt etwa 38 Kilometer ostsüdöstlich von Orléans im Tal der Loire. Im Norden und Osten liegt der Wald von Orléans. An der nördlichen Gemeindegrenze verläuft der gleichnamige Fluss Bonnée. Umgeben wird Bonnée von den Nachbargemeinden Bray-en-Val im Norden, Les Bordes im Norden und Nordosten, Ouzouer-sur-Loire im Osten und Südosten, Saint-Père-sur-Loire im Süden sowie Saint-Benoît-sur-Loire im Westen.

## Bevölkerung
| 1962                       | 1968 | 1975 | 1982 | 1990 | 1999 | 2006 | 2018 |
| -------------------------- | ---- | ---- | ---- | ---- | ---- | ---- | ---- |
| 523                        | 570  | 590  | 651  | 638  | 658  | 672  | 713  |
| Quellen: Cassini und INSEE |      |      |      |      |      |      |      |

## Sehenswürdigkeiten
- Kirche Saint-Martin aus dem Jahre 1865

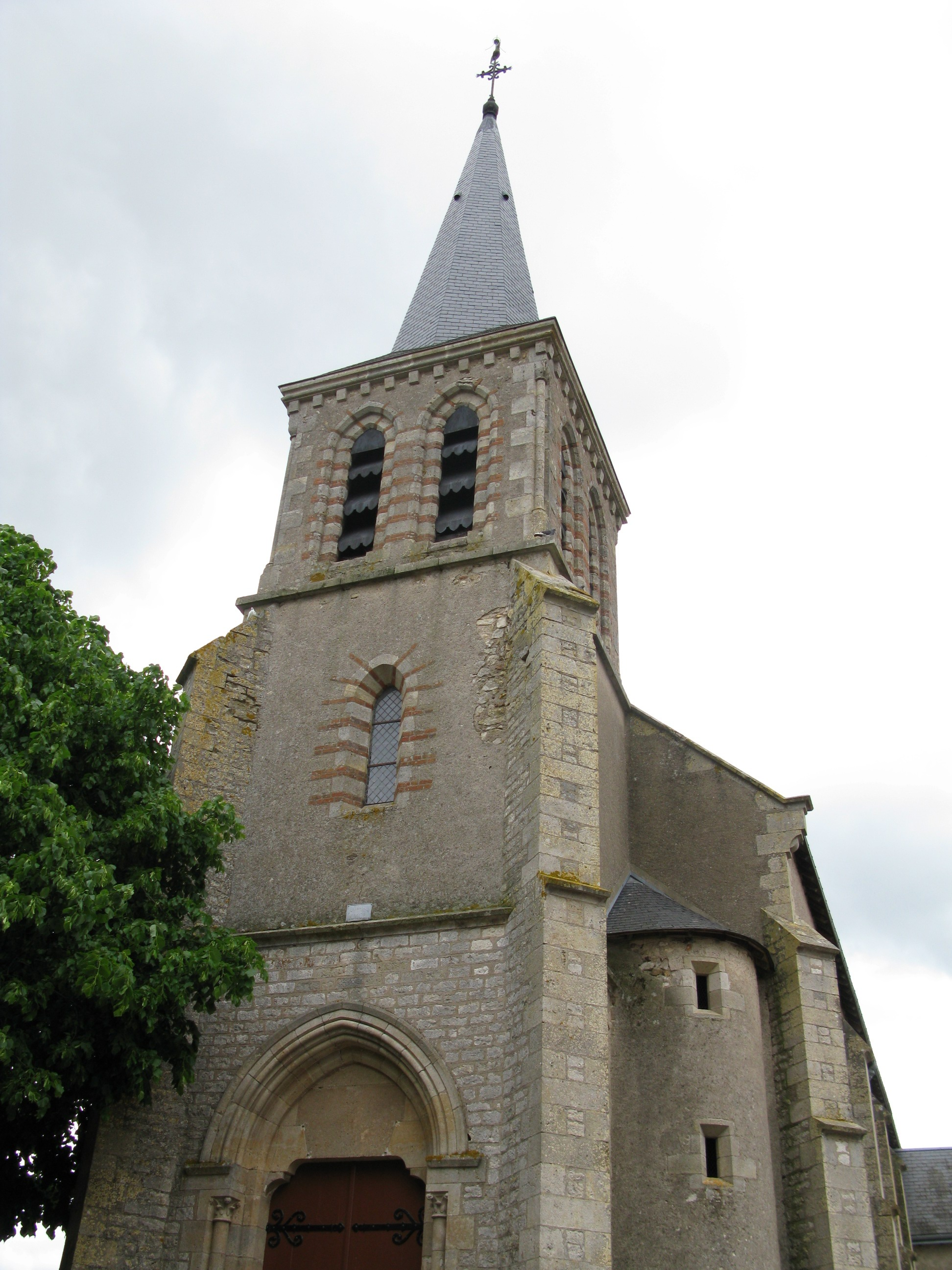
Kirche Saint-Martin

- Schloss Solaire
- Brunnen Saint-Antoine